# Ammannia microcarpa
Ammannia microcarpa là một loài thực vật có hoa trong họ Lythraceae. Loài này được DC. mô tả khoa học đầu tiên năm 1825.